# Чихачёв, Иван Львович
 Иван Львович Чихачёв (около 1700—1741) — офицер российского императорского флота, служил на Балтийском флоте, командовал придворной фоб-яхтой «Вирцоу», с 1737 года участник Великой Северной экспедиции в составе отряд Беринга — Чирикова, был старшим помощником командира пакетбота «Святой Павел», экипаж которого достиг берегов Северной Америки, открыл архипелаг Александра, ряд островов Алеутской гряды и Командорские острова. Умер от цинги за четыре дня до возвращения пакетбота в Петропавловскую гавань. Лейтенант майорского ранга.

## Биография
Иван Львович Чихачёв родился около 1700 года в Вологодском уезде, происходил из обедневших дворян Чихачёвых. Его отец владел восемью дворами в Вологодском уезде.
В 1718 году поступил в Академию Морской гвардии в Санкт-Петербурге, которую окончил в 1721 году и произведён в гардемарины. Корабельную практику проходил на кораблях Балтийского флота в Ревеле (ныне Таллинн). В 1723 году командование отмечало, что гардемарин Чихачёв в совершенстве изучил навигацию, артиллерию, геодезию, умеет рисовать. Затем продолжил службу в Кронштадте. Командир морских команд Кронштадтского порта и ответственный за обучение гардемаринов капитан 2 ранга Д. С. Калмыков в аттестации на Чихачёва писал: «Капрал Иван Чихачев все науки обучил. Не токмо, что надежен впредь, но за его прилежность в науках и для придания протчим гардемаринам приободрения, как и прилежанию обучаться надлежащим им наукам, так и к службе, достоин повышения рангом быть в морском флоте и прошу в перемену в мичманы или в штурманы».
21 апреля (2 мая) 1727 года Чихачёв был произведён в первый офицерский чин — в мичманы. В 1737 году командовал придворной фоб-яхтой «Вирцоу», которая весной стояла на Неве напротив Зимнего дворца, а летом ходила в Кронштадт и Петергоф.
3 (14) декабря 1737 года произведён в лейтенанты майорского ранга и по личной просьбе назначен во Вторую Камчатскую экспедицию. 4 (15) марта 1738 года Чихачёв, вместе с Харитоном Лаптевым, его двоюродным братом Дмитрием и геодезистом Иваном Киндяковым выехал из Петербурга на Дальний Восток.

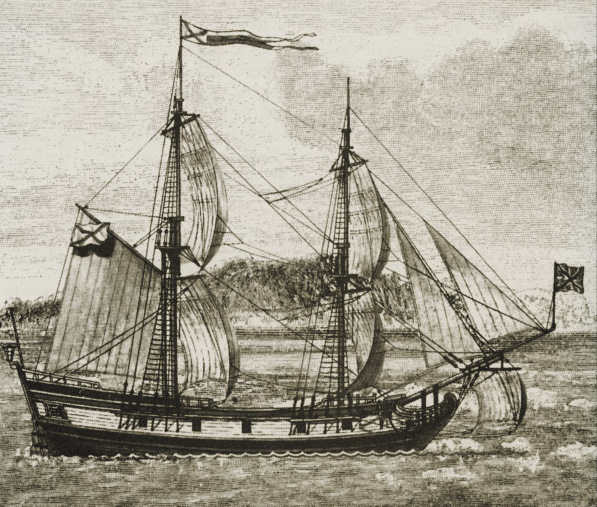
Однотипный «Святому Павлу» пакетбот «Святой Пётр». Рисунок XIX века

Прибыв в Охотск, Чихачёв был назначен в отряд Беринга — Чирикова Второй камчатской экспедиции старшим помощником командира пакетбота «Святой Павел», который достраивался на Охотской верфи корабельным мастером ластовых судов М. Ругачёвым и мастером шлюпочного и ботового дела А. И. Кузьминым. Осенью 1740 года на пакетботе «Святой Павел» перешел из Охотска в Авачинскую губу, где члены экспедиции зазимовали в Петропавловской бухте. 4 (15) июня 1741 года пакетботы «Святой Пётр» (командир В. Беринг) и «Святой Павел» (командир А. И. Чириков) вышли в Тихий океан с целью поиска «Земли Жуана да Гамы», однако из-за сильного тумана 20 июня (1 июля) суда потеряли друг друга. После нескольких дней бесплодных попыток найти второй пакетбот экипаж «Святого Павла» продолжил экспедицию самостоятельно. 15 (26) июля 1741 года «Святой Павел» достиг тихоокеанских берегов Северной Америки (на сутки раньше чем «Святой Пётр») в точке 55°11′ северной широты и 133°57′ западной долготы. Затем пошёл вдоль американского берега на север. На обратном пути экипаж пакетбота открыл архипелаг Александра, Командорские острова и ряд островов Алеутской гряды (Умнак, Адах, Агатту, Атту) и нанёс их на карту.
Во время морского похода Чихачев, как и многие члены экипажа, в том числе все офицеры и командир пакетбота А. И. Чириков, заболел цингой. Единственный из офицеров мичман Иван Елагин, несмотря на недомогание, принявший на себя командование судном, писал позже в отчёте: «А октября 6 числа в 10-м часу по полуночи, по воли божии, умер лейтенант Иван Чихачёв… а за болезньми своими вахт уже не держал и до кончины своей – Чихачёв за три недели…». Смерть мореплавателя наступила за 4 дня до прихода пакетбота в Петропавловскую гавань.

### Комментарии
1. ↑  Придворная яхта, предназначавшаяся для поездок членов императорской фамилии и лиц им приближённых.